# Interferencia de canal adyacente
Interferencia de canal adyacente (ACI) es una  interferencia causada por una radiación electromagnética espuria de un canal adyacente. Una ACI puede ser causada por un filtrado insuficiente (como el filtrado incompleto de productos de modulación no deseados en sistemas de  FM), por una  sintonización incorrecta o por un control de frecuencia incorrecto (en el canal de recepción, en el canal emisor de la interferencia o en ambos).
La interferencia de canal adyacente que sufre un receptor A desde un transmisor B es la suma de la señal que emite B en el canal sintonizado por A, conocida como "emisión no deseada", factor representado por las siglas ACLR (Factor de fugas del canal adyacente) más la porción de señal que A amplifica de la señal del canal adyacente emitida por B, cuyo factor se representa por ACS (Selectividad del canal adyacente).

## Diferencias entre ACI y diafonía
Hay que distinguir de una forma clara la interferencia de canal adyacente de la diafonía entre dos circuitos que se produce cuando parte de las señales presentes en uno de ellos, considerado perturbador, aparece en el otro, considerado perturbado. La diafonía, en el caso de cables de pares trenzados, se presenta generalmente debido a acoplamientos magnéticos entre los elementos que componen los circuitos perturbador y perturbado o como consecuencia de desequilibrios de admitancia entre los hilos de ambos circuitos.

## Causas
Se puede producir por dos razones distintas. La primera, cuando los filtros RF tienen un flanco de atenuación y no eliminan completamente la señal a filtrar emitida por B. la segunda, por la intermodulación en los amplificadores del emisor B, que hace que el espectro de transmisión se expanda más allá de lo que se pretendía y, como consecuencia, B emite algo de señal en el canal adyacente. Esa parte de señal que emite B en el canal sintonizado por A se conoce como fugas del canal adyacente (emisiones no deseadas).

## Procedimiento para evitarla
Normalmente las autoridades reguladoras de las frecuencias de radiodifusión administran el espectro de emisión con el fin de minimizar la interferencia de canal adyacente. Por ejemplo, en América del Norte, las estaciones de FM en una zona determinada no pueden obtener licencia en las frecuencias adyacentes concedidas en una zona cercana, es decir, si una estación tiene una licencia en 99,5 MHz en una ciudad, las primeras frecuencias adyacentes (de 99,3 MHz y 99,7 MHz) no se pueden utilizar por emisoras en ningún lugar dentro de una cierta distancia del transmisor de esa estación, y las segundas frecuencias adyacentes (de 99,1 MHz y 99,9 MHz) se limitan a usos especializados tales como estaciones de baja potencia. Restricciones similares se aplicaban antiguamente a las terceras frecuencias adyacentes (es decir, 98,9 MHz y 100.1 MHz en el ejemplo anterior), pero actualmente ya no se aplican.